# Silvrets rike
Silvrets rike (engelsk originaltitel "Empire of Silver"), är den fjärde boken om Djingis och Kublai khan i serien Erövraren av Conn Iggulden. Den publicerades 2010 i England och en svensk översättning utgavs 2011.

## Handling
Djingis khan är död, men legenden om honom och det han skapat lever vidare. Hans arméer har samlats i Karakorum för att svära trohet till hans son och arvinge Ogotai. Men striden om tronen i silvrets rike är inte avgjord. Ett inbördeskrig är på väg att bryta ut, Ogotais bror Chagatai försöker ta makten genom en kupp och Ogotai måste fatta ett beslut som kommer att ändra historiens förlopp för alltid.
Silvrets rike är fjärde delen i Conn Igguldens serie om Djingis Khan och det arv han lämnade efter sig, det största imperium världen någonsin skådat. 